# Nónhorn
Nónhorn är en bergstopp i republiken Island. Den ligger i regionen Västfjordarna, 190 km nordväst om huvudstaden Reykjavík. Toppen på Nónhorn är 604 meter över havet.
Trakten runt Nónhóll är nära nog obefolkad, med mindre än två invånare per kvadratkilometer. Närmaste större samhälle är Patreksfjörður, omkring 15 kilometer sydväst om Nónhorn. Trakten runt Nónhóll består i huvudsak av gräsmarker.